# 彭家富
彭家富（1937年10月31日—2017年6月20日），緬甸果敢軍事及政治人物。他是彭家聲之弟，曾任緬甸民族民主同盟軍總司令、緬甸撣邦第一特區政府副主席等職務。

## 生平
彭家富於1937年10月31日出生，祖籍中國四川會理縣。其父彭積昌生有七子，他是第三子。幼年跟隨祖父彭會文移居雲南鎮康縣勐捧水桑橋，先後在勐捧水桑橋及果敢官立小學學習。1951年因戰亂，跟隨祖父彭會文避亂於長箐山。1952年，進入臘戍的中華學校讀書。1954年選送仰光緬文中學進修。1957年回到果敢，在建果中學擔任緬文教師，不久辭職回家務農經商。1963年10月，跟隨兄長彭家聲加入果敢自治軍。兩年後，果敢自治軍瓦解，被遣散歸鄉。1965年7月24日，彭家聲在西山區再度起兵，建立果敢人民革命軍，他也隨之參軍，任副中隊長、第16營營長。1967年7月跟隨彭家聲進入中國雲南的勐堆，隨後加入緬甸共產黨，果敢人民革命軍改組為緬甸人民軍第一支隊（即404部隊），彭家富任第1營營長。1968年1月4日，跟隨彭家聲一起返回果敢，最終奪得果敢除了滾弄地區以外的控制權。1969年1月提拔為404部隊副支隊長兼參謀長。10月彭家聲兄弟率部渡過薩爾溫江，與羅相率領的303部隊會合，成立緬共的東北軍區，彭家富被任命為副參謀長。1971年調任第8旅旅長，曾參加滾弄戰役，之後率兵南下佤邦，參加開闢佤邦根據地。1980年調任第48師參謀長。1987年回果敢，任第三戰區司令:483。
1989年3月11日，彭家声宣布脱离缅共，在果敢成立缅甸民族民主同盟军。11月21日，同盟軍在楊龍寨開會，成立掸邦第一特區軍政委員會，彭家聲、彭家富、李忠祥、楊茂良、楊茂安、李尼門、楊忠衛、劉國璽、張德文、彭德仁、魏超仁、字三、趙其元、岩恩、李忠仁、白所成、王國政、楊忠錫、李春榮、魯光賢、明振輝21人被選舉為委員。與此同時，彭家聲、彭家富、李忠祥、楊茂良也被任命為軍政委員會總指揮部執行委員，彭家富主管軍事。同年，彭家富被任命為同盟軍副司令:293-295。自1989年起，彭家聲下令禁絕罌粟種植，禁毒事務由彭家富主管、嚴打指揮部及果敢政法部辦理:377。
1992年，楊茂良發動政變奪權，彭家富跟隨彭家聲一起離開果敢，前往撣邦東部第四特區勐拉，後在弄丘建立根據地。1995年11月21日，彭家聲乘楊茂良出兵勐古之際，在佤邦聯合軍和撣邦東部民族民主同盟軍的支持下決定重返果敢。11月22日，彭家富率先頭部隊佔領清水河。1996年1月1日，彭家聲返回果敢並重掌政權，彭家富被任命為第一特區政府副主席、同盟軍總司令:451-453。彭家聲衝掌政權後繼續禁毒政策，禁毒事務由嚴打指揮部及果敢政法部辦理，這兩個部門的主管分別為嚴打指揮部總指揮彭家富、政法部長白所成:377。1997年9月禁毒指揮部成立後，移交白所成負責:377。
2009年果敢軍事衝突爆發。8月22日，緬甸政府以涉嫌製毒販毒、非法製造販賣武器為由，對特區主席彭家聲、同盟軍司令彭家富、副司令彭德仁、果敢副縣長彭德禮四人發出通緝令:313。翌日，在彭家聲的授意下，同盟軍總司令彭家富召集軍政領導開會，聲稱自己年事已高，決定將司令一職轉交彭德仁接替、副司令王國政協助指揮；彭家富、白所成則暫離果敢從事內外聯絡。然而這個決定未獲白所成等將領的支持。是日夜間，緬甸軍隊對果敢發起進攻，彭家聲決定停止談判。24日，白所成、魏超仁、劉國璽、明學昌等人發動兵變奪權，宣佈同緬甸政府合作並放棄抵抗。25日，撣邦第一特區臨時管理委員會成立，以白所成為主席。26日，彭家聲、彭家富、彭德禮等人經清水河逃往佤邦南鄧特區避難:453-456。
在離開果敢之後，彭家富一直在中缅边境藏身。2017年6月20日，彭家富在勐拉病逝。